# Aura Salla
Aura Salla (ur. 13 czerwca 1984 w Lappeenrancie) – fińska polityk i politolog, posłanka do Eduskunty, deputowana do Parlamentu Europejskiego X kadencji.

## Życiorys
Odbyła służbę wojskową w siłach powietrznych, przez pewien czas była żołnierzem kontraktowym. W 2011 uzyskała magisterium z nauk politycznych na Uniwersytecie w Turku. Kształciła się również na Uniwersytecie w Lipsku. Na macierzystej uczelni w Turku uzyskała później doktorat z nauk społecznych.
Pracowała w agencji zajmującej się komunikacją. Zaangażowała się w działalność polityczną w ramach Partii Koalicji Narodowej, była zastępczynią radnego w Helsinkach. Od 2014 była doradczynią w Komisji Europejskiej – początkowo w gabinecie Jyrkiego Katainena, następnie w dziale strategii przewodniczącego KE Jean-Claude’a Junckera. W latach 2018–2020 pełniła funkcję przewodniczącej rady swojego ugrupowania. Objęła następnie stanowisko dyrektora do spraw Unii Europejskiej w biurze przedsiębiorstwa Facebook w Brukseli.
W wyborach w 2023 uzyskała mandat deputowanej do Eduskunty. W 2024 została natomiast wybrana na posłankę do Europarlamentu X kadencji.